# 海沃德站
海沃德站（英語：Hayward station），是舊金山灣區捷運位于美国旧金山湾区海沃德的一个车站。BART线路橙线和绿线停靠本站。本站于1972年9月11日启用 。
可以换乘公交线路10、28、34、41、56、60、83、86、93、94、95、99以及通宵线路801。